# بيلي كوك (لاعب كرة قدم أيرلندي شمالي)
بيلي كوك (بالإنجليزية: Billy Cook)‏ (20 يناير 1909 في المملكة المتحدة - 11 ديسمبر 1992 بليفربول في المملكة المتحدة) هو مدرب كرة قدم ولاعب كرة قدم أيرلندي شمالي في مركز الدفاع. شارك مع منتخب أيرلندا لكرة القدم. أما مع النوادي، فقد لعب مع نادي إيفرتون ونادي ريكسهام ونادي ريل ونادي سلتيك وPort Glasgow Athletic F.C. ‏ وEllesmere Port Town F.C. ‏.

## وصلات خارجية
- بيلي كوك على موقع قاعدة بيانات كرة القدم.إي يو (الإنجليزية)
- بيلي كوك على موقع ناشيونال فوتبول تيمز (الإنجليزية)
- بيلي كوك على موقع عالم كرة القدم.نت (الإنجليزية)